# Одринський Володимир Леонідович
Володи́мир Леоні́дович Одри́нський (нар. 7 березня 1976, Тернопіль) — український актор і співак (тенор), артист-вокаліст Київського національного академічного театру оперети, заслужений артист України (2019)..

## Загальні відомості
В 2005 році закінчив   Національну музичну  академію України імені Петра Чайковського (клас доцента ,кандидата мистецтвознавства Геннадія Кабка.) 
Від 2004 — артист-вокаліст Київського національного академічного театру оперети.
Перший його сезон в театрі був присвячений експериментальній роботі на камерній сцені «Театру у фоє», де він виконав роль Боніфаса у виставі «Звана вечеря з італійцями».
Володіючи чудовим вокалом артиста, з часом здобув чисельних шанувальників.
Учасник концертного українсько-польського проекту Богдана Струтинського з десяти солістів-тенорів.
2019 року був удостоєний звання заслуженого артиста України.
Разом з дружиною Галиною Грегорчак-Одринською, заслуженою артисткою України, виступав в різних країнах світу, зокрема в Канаді та Норвегії.

## Вистави
- «Фіалка Монмартру» І. Кальмана
- «Весела вдова» Ф. Легара
- «Кажан», «Кавова кантата» Й. С. Баха
- «Моя чарівна леді» Ф. Лоу
- «Звана вечеря з італійцями» Ж. Оффенбаха
- «Сорочинський ярмарок» О. Рябова
- «Циганський барон» Й. Штрауса
- головна роль (парубок Остап) у мюзиклі «Welcome to Ukraine або Подорож у кохання»

## Визнання
- лауреат конкурсу «Мистецтво 21 століття»
- учасник конкурсу «Пам'яті Л. Паваротті»
- заслужений артист України (2019)